# Pfarrkirche Spitz

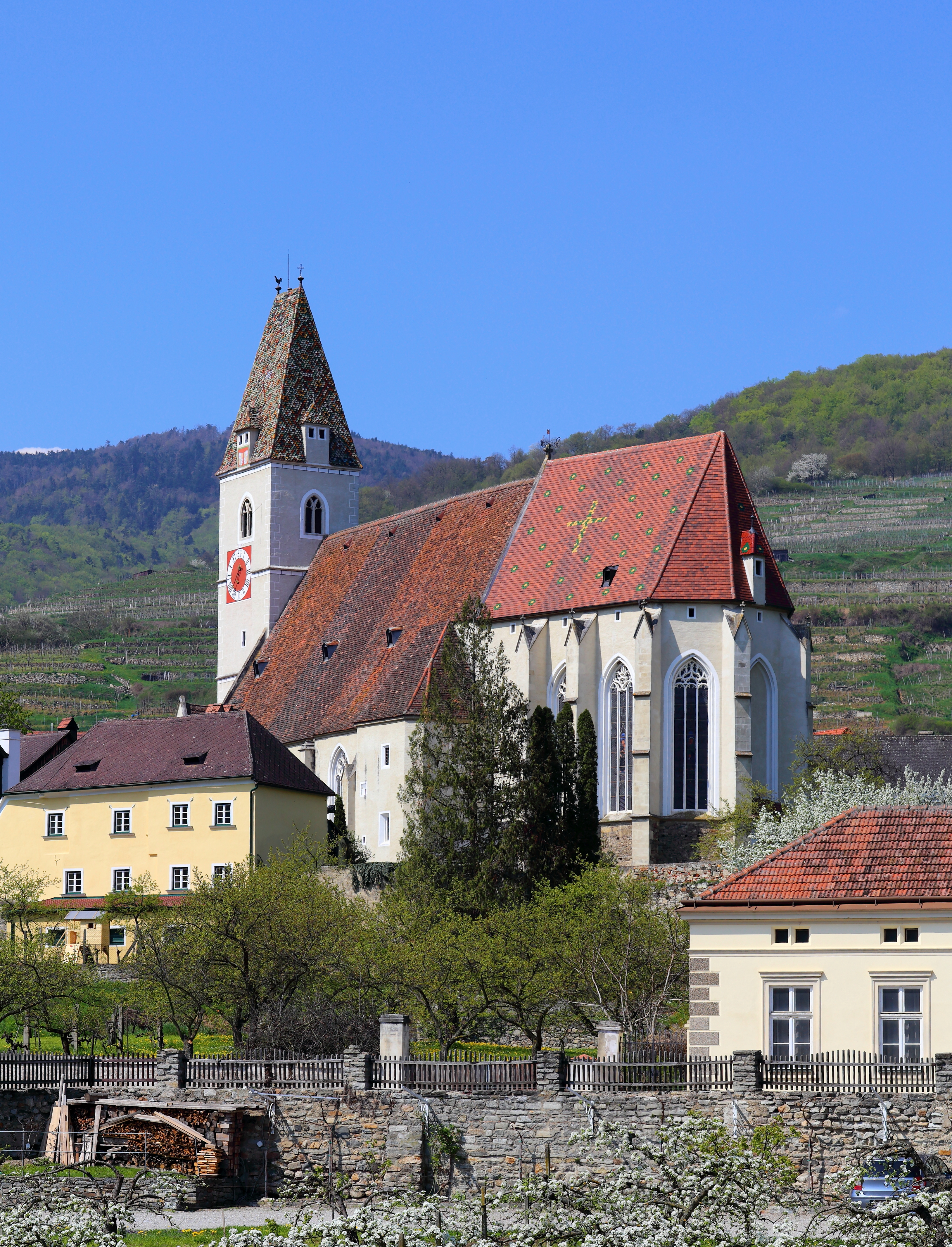
Katholische Pfarrkirche hl. Mauritius in Spitz

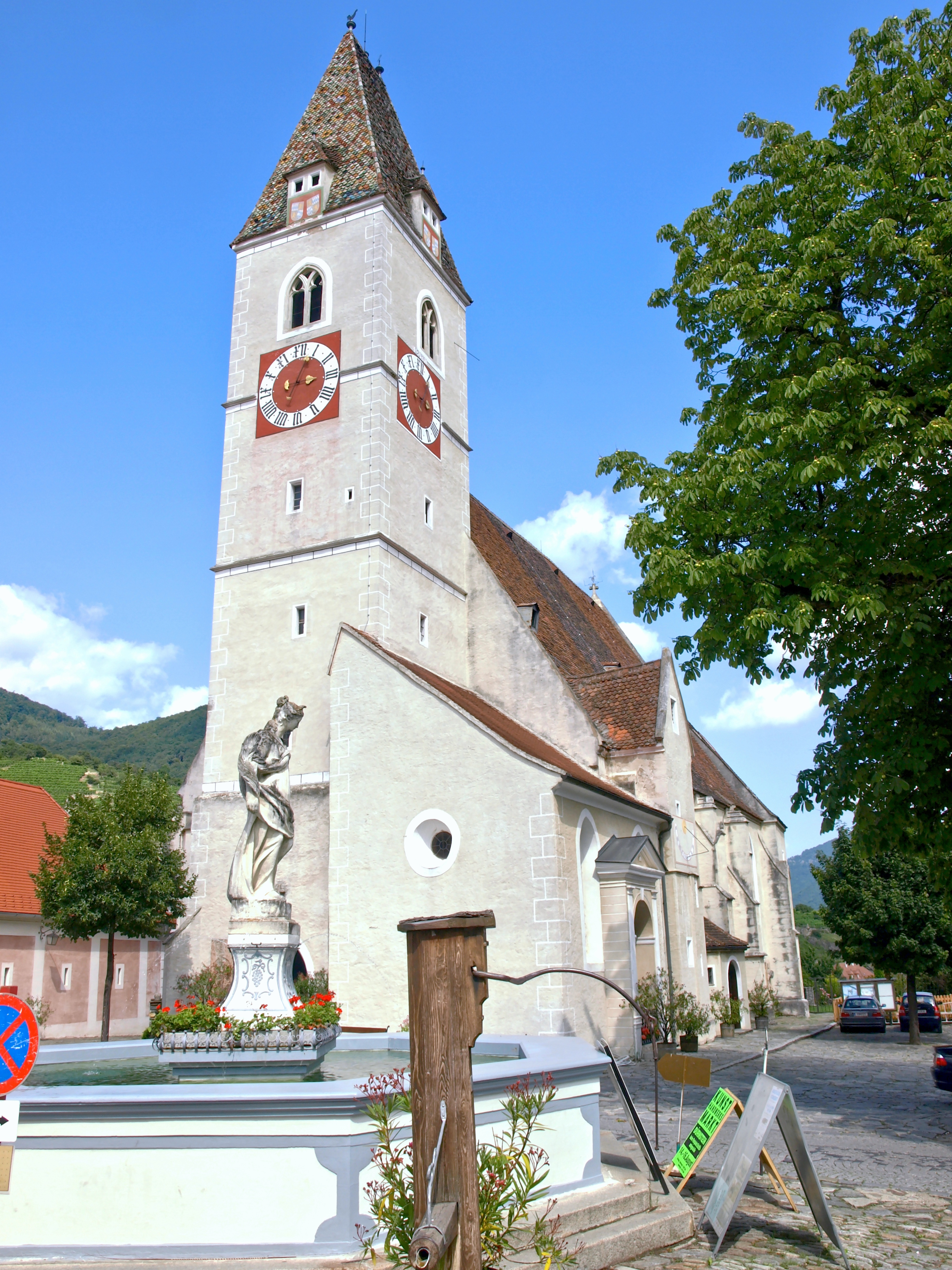
Südlich vom Turm Stifter- und Begräbniskapelle, dahinter gegiebeltes Treppenhaus

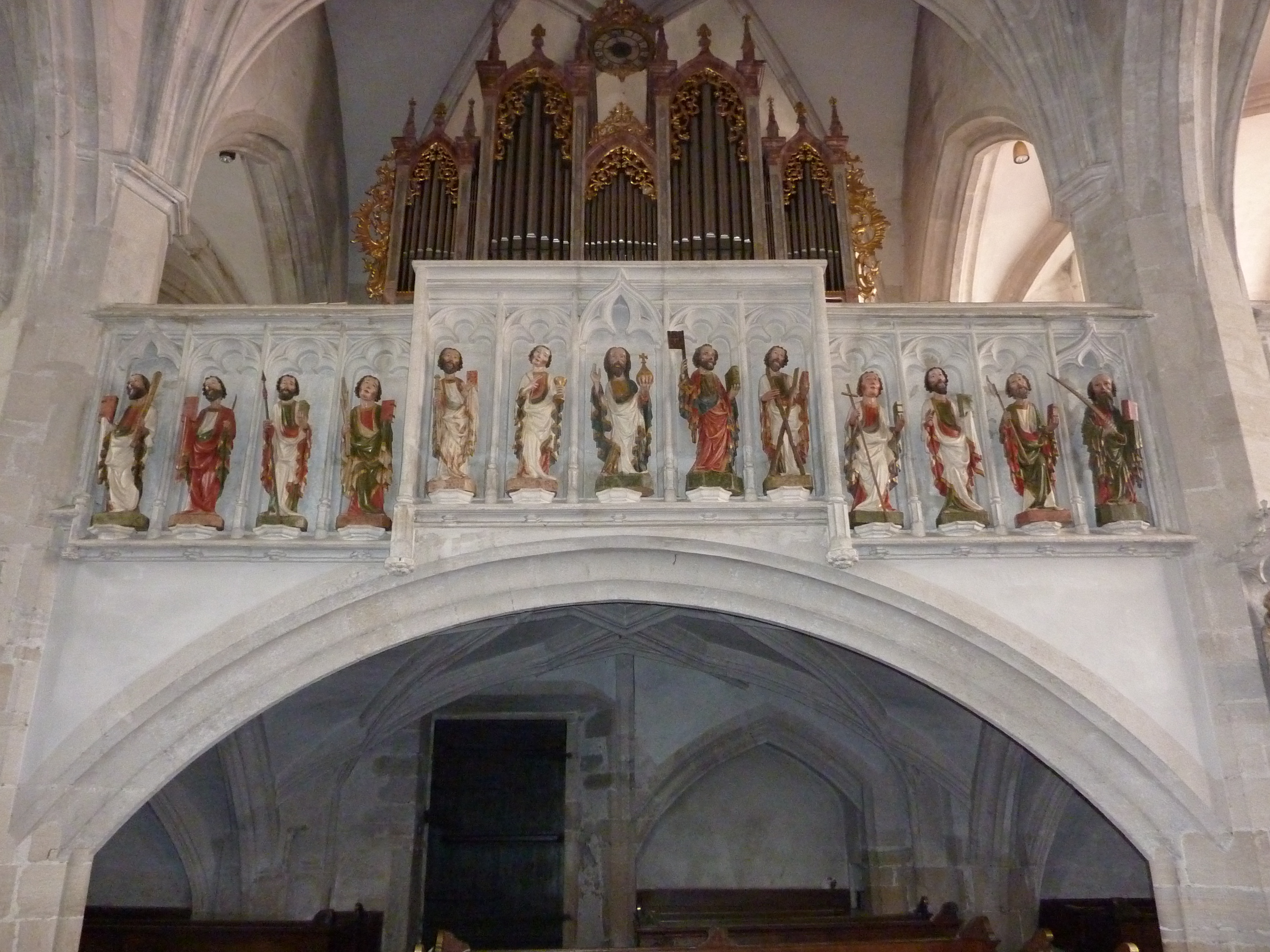
Emporenbrüstung im Mittelschiff mit Christus und den 12 Aposteln

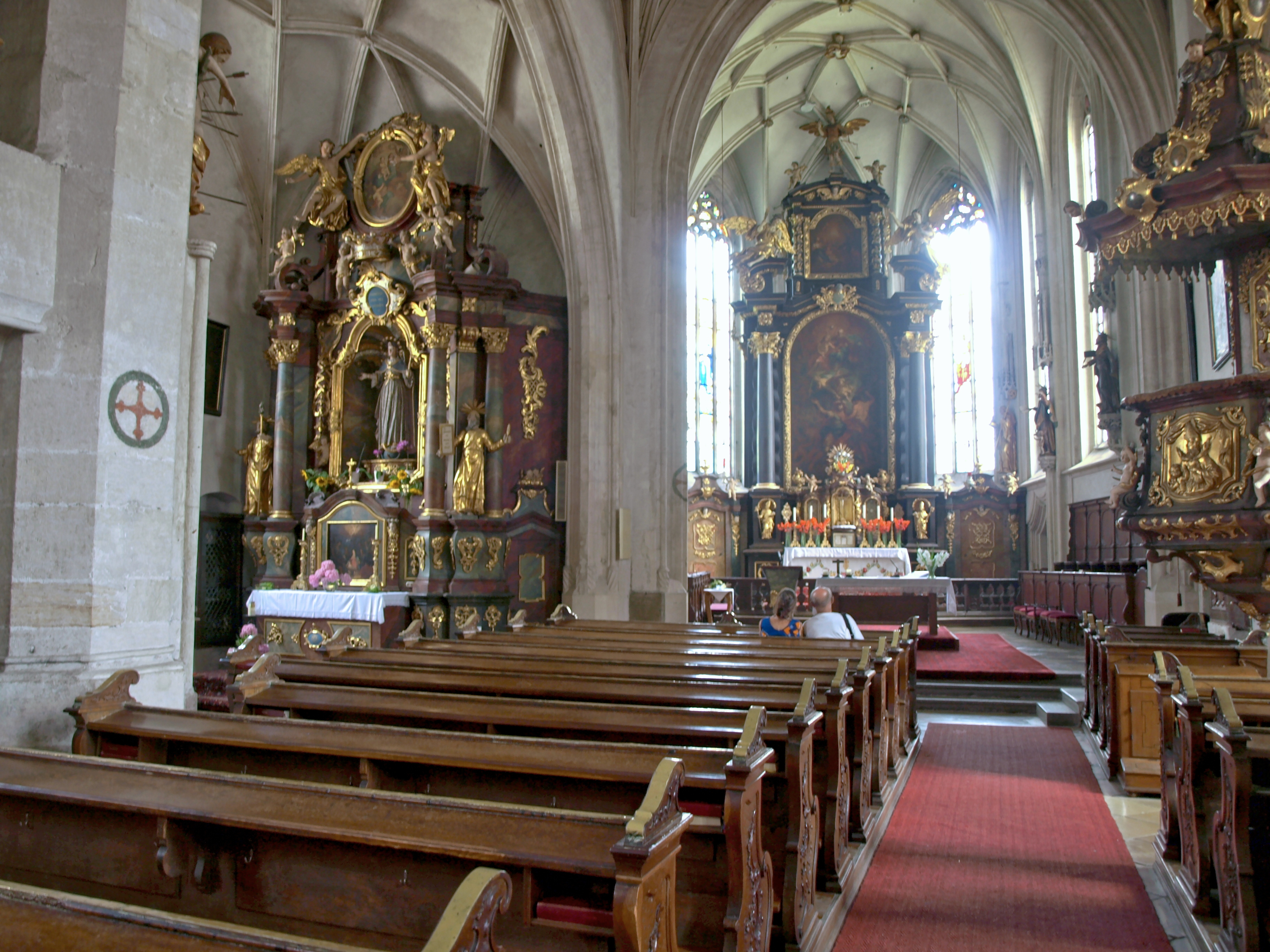
Blick zum erhöhten Chor mit starkem Achsknick nach Norden

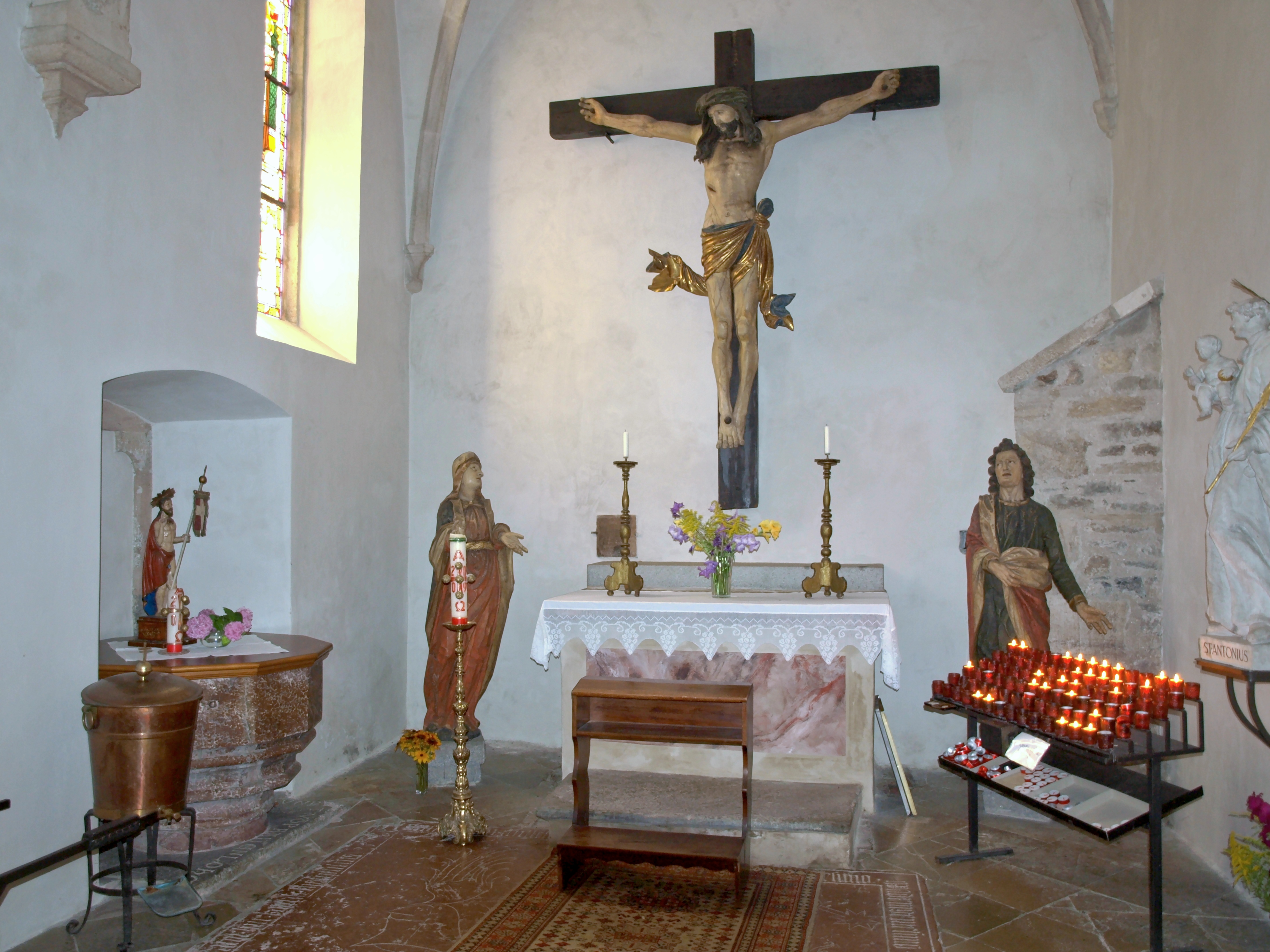
Kapelle mit Kruzifix um 1520

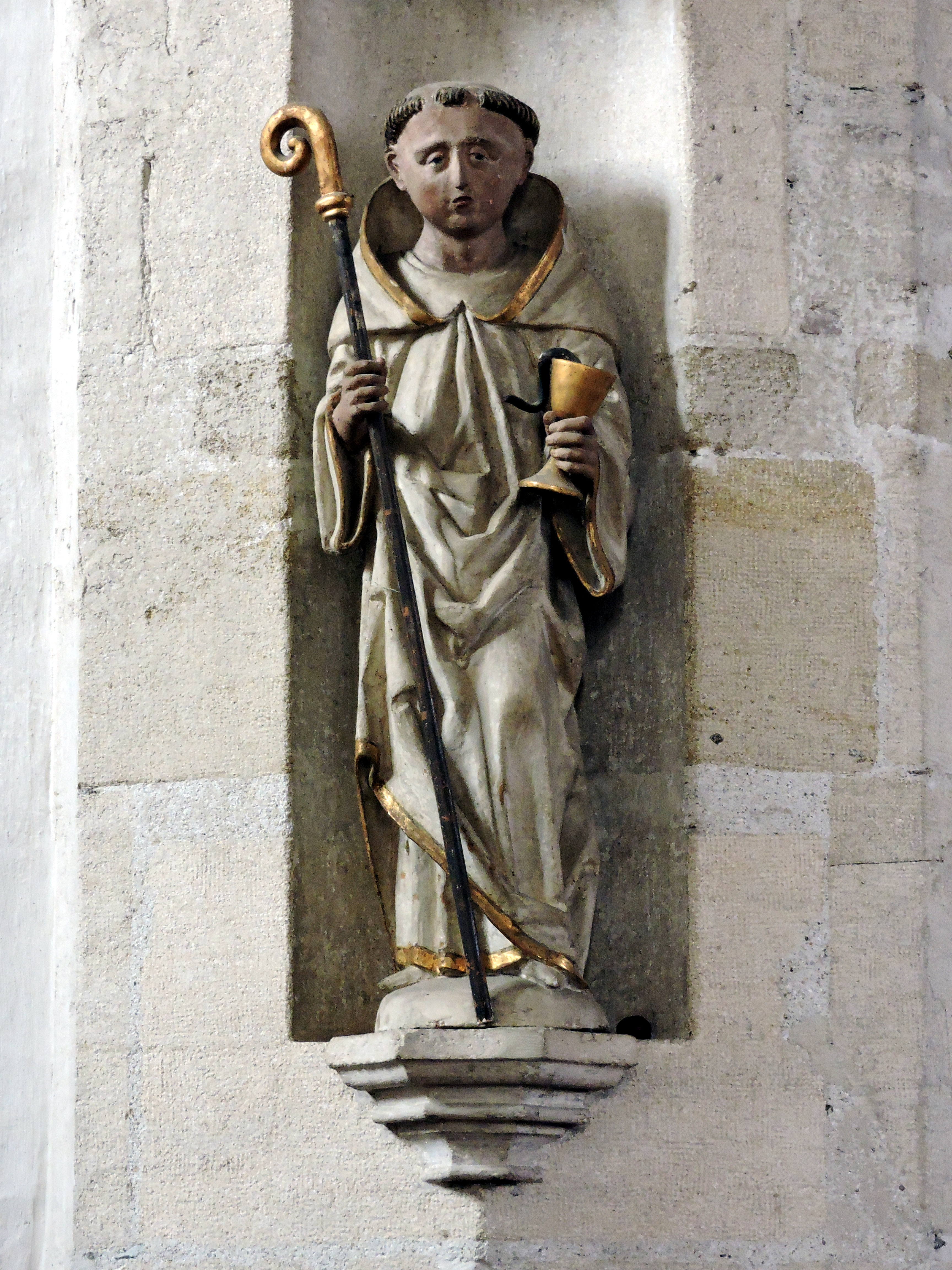
Hl. Benedikt

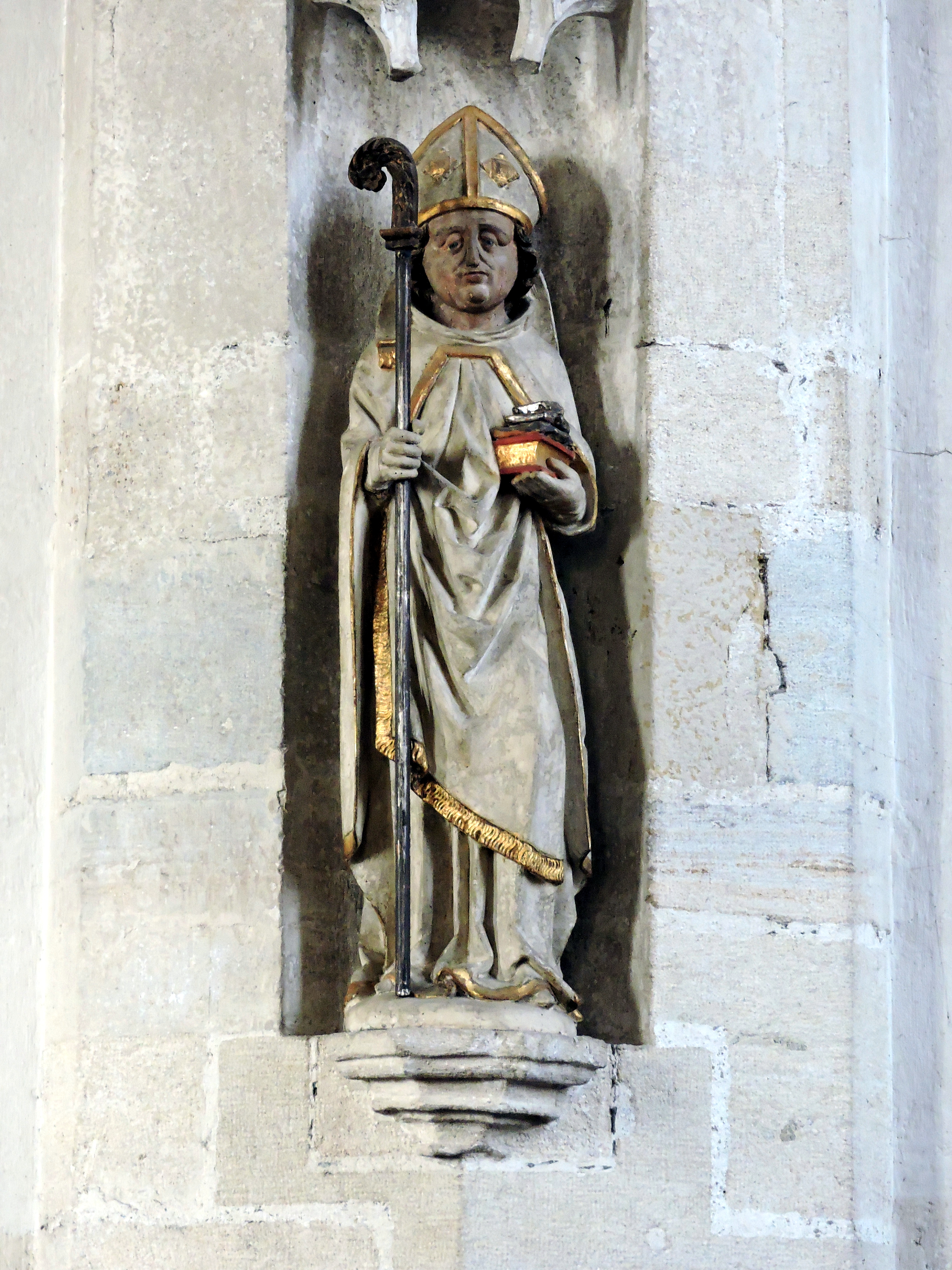
Hl. Godehard

Die römisch-katholische Pfarrkirche Spitz steht in der Marktgemeinde Spitz im Bezirk Krems-Land in Niederösterreich. Die dem heiligen Mauritius geweihte Pfarrkirche gehört zum Dekanat Spitz in der Diözese St. Pölten. Die Kirche steht unter Denkmalschutz.

## Geschichte
Die dem Heiligen Mauritius geweihte Kirche war ursprünglich auch dem Heiligen Godehard geweiht und steht im östlichen Ortsteil am Kirchenplatz. Urkundlich wurde 1163 eine Kapelle genannt. Die war dem Stift Sankt Florian inkorporiert und bis 1239 eine Filiale von St. Michael in der Wachau. Ab 1222/25 zur Pfarrkirche erhoben wurde 1229 urkundlich ein Pfarrer genannt. Von 1238 bis 1803 war die Pfarrkirche dem Kloster Niederaltaich inkorporiert. Unter dem langjährigen Pfarrer und zeitweiligem Abt von Niederaltaich, Johann Grienwald (1629–1634 und 1648–1660), wurde die Pfarrei zu einer Propstei erhoben. Die spätgotische Hallenkirche unter einem hohen Satteldach mit dem Hauptportal in dem vorgestellten Westturm hat einen aus der Achse geknickten Langchor unter einem etwas höheren Satteldach. Eine mittelalterliche, ehemals wehrhafte Umfriedungsmauer, zum Teil als Futtermauer mit abgetreppten Stützpfeilern und teils mit großen unbehauenen Steinblöcken, ist erhalten.

## Architektur
Äußerer Kirchenbau
Der spätgotische Kirchenbau besteht aus einem Langhaus und einem eingezogenen Langchor mit dreibahnigen Spitzbogenfenstern mit reich variierendem Maßwerk und abgetreppten Strebepfeilern. Der viergeschoßige Westturm mit einer Ortsteingliederung hat ein steiles Walmdach mit Dachhäuschen. Die unteren zwei Turmgeschoße sind aus dem Anfang des 14. Jahrhunderts mit vermutlich romanischem Mauerkern, im Glockengeschoß sind zweibahnige Maßwerkfenster aus dem 16. Jahrhundert. Über dem abgefasten Spitzbogenportal des Turms ist eine Kopfskulptur eingemauert. Das Hauptportal der Vorhalle im Turm aus dem Ende des 15. Jahrhunderts ist korbbogig in einem spitzbogigen reich mit Birnstäben profilierten Gewände, im Tympanon ist ein Blenddreipass, mit Krabbendekor, das Portal zum Langhaus ist ein abgefastes Zweipassportal. Das Turmerdgeschoß ist kreuzrippengewölbt mit einem Schlussstein mit profilierter Rosette und Maskengesicht aus dem Anfang des 14. Jahrhunderts. Nord- und südseitig des Langhauses ist je ein spätgotisches Lichthäuschen mit Kielbogenbekrönung um 1500. Der eingezogene zweijochige Chor mit Fünfachtelschluss ist aus dem 1. Viertel des 16. Jahrhunderts, der südwestliche Strebepfeiler ist mit H. Wilhelm Paldauv 1694 bezeichnet, ein Strebpfeiler mit 1547, hat am First am Übergang zum Langhaus ein Steinkreuz, ein Gruftfenster, und zwischen zwei Strebepfeilern eine spätgotische Nische mit Netzrippengewölbe. Im Süden des Turmes ist die Stifter- und Begräbniskapelle von Wolfhard von der Au und der Anna Murstetter, mit Pultdach und Spitzbogenfenster, vor 1395. Davor ist eine südseitig übergiebelte Nische aus dem Anfang des 19. Jahrhunderts mit einem Kruzifix aus dem Anfang des 18. Jahrhunderts. Nördlich an der Westwand ist ein seichter zweigeschoßiger Anbau mit kleinen gotischen Fenstern, mit einem Emporenaufgang und einer ehemaligen Heiltumkammer. Südseitig am Langhaus ist ein giebelständiges bis zur Traufe reichendes Treppenhaus mit kleinen Rechteckfenstern aus dem 15. Jahrhundert angebaut. Auf der Langhaussüdwand gibt es Freskenreste Kruzifix und daneben ein Stifterpaar aus dem 1. Drittel des 16. Jahrhunderts. Es gibt Grabsteine Sigmundt Ler. 1603 mit Frau 1612, Niclas Zalbinger 1532, 1422, um 1500, Wolfgang Kernstockh 1521 und Martha 1521, Michel Ern 1486, Margret um 1500.
Innerer Kirchenbau
Der reich gegliederte dreischiffige vierjochige spätgotische Langhausraum wurde in mehreren Abschnitten mit der Baurichtung von Westen nach Osten vom 14. Jahrhundert bis ins 1. Viertel des 16. Jahrhunderts errichtet. Die kreuzrippengewölbten Seitenschiffe sind mit Spitzbogenarkaden zum Mittelschiff geöffnet. Das Mittelschiff hat ein Netzrippengewölbe auf Achteckpfeilern und Reliefschlusssteine mit den Wappen von Spitz und Niederaltaich. Das östliche dreischiffige Joch ist etwas ausgeweitet und nicht ganz in der Achse, es wurde im 15. Jahrhundert bis 1517 errichtet, ist vom westlichen Langhaus und vom Chor durch eingezogene Bogen abgesetzt und hat im nördlichen Schiffjoch ein Parallelnetzrippengewölbe, im Mittelschiffjoch ein Sternrippengewölbe mit einem Wappenschild mit 1517; das wegen der östlich anschließende Sakristei eingekürzte südliche Schiffjoch hat ein verzogenes Sternrippengewölbe mit einem reliefierten bemalten Wappenschild mit gekreuzten Floßhaken, zum Sakristeiobergeschoß geht ein zweibahniges Maßwerkfenster aus dem 14. Jahrhundert. Die quadratische Sakristei hat ein Netzrippengewölbe aus der 2. Hälfte des 15. Jahrhunderts. Der dreischiffige Emporenbau vor 1438 ist in den Seitenschiffen kreuzrippenunterwölbt, im Mittelschiff netzrippenunterwölbt hat eine reich gegliederte Brüstung mit Blendmaßwerk in doppelten Vierpassformen und je einen zweiachsigen Orgelfuß, im Mittelteil sind Blendnischen mit Apostelfiguren, teils mit Kielbogen.
Ein eingezogener spitzbogiger Triumphbogen mit 1406 und 1506 bildet den Übergang zum auch im Fußboden erhöhten Chor mit einem starken Achsknick nach Norden. Der Chor ist netzrippengewölbt mit bemalten Wappenschildchen Zollern, Kirchberger, mit an Rippenschnittstellen farblich gefassten Kopfskulpturen, die durchstäbten teilweise überkreuzten Rippen ruhen auf gebündelten Diensten. Den Diensten vorgelegt sind Statuenbaldachine mit durchkreuzten Kielbogen sowie Fialen und Krabbenschmuck, die Konsolen haben ein üppiges Astwerk und Blattwerk. Die Session ist in einer reich profilierten Vorhangbogennische. Unter dem Chor ist eine Unterkirche mit gewölbten Räumen.
Bei der Stifterkapelle südlich des Turmes ist ein schulterbogiges Südportal vermauert. Die zwei queroblongen Joche haben Kreuzrippengewölbe auf Konsolen um den Wechsel vom 14. zum 15. Jahrhundert. Es gibt eine rechteckige Sakramentsnische mit origionaler Schmiedeeisentüre. Es gibt Reste einer Wandmalerei Kreuzigung, hl. Christophorus aus dem 2. Drittel des 14. Jahrhunderts an der ehemals unverbauten Turmsüdseite, nun im Dachboden der Stifterkapelle sichtbar.
Reste von ornamentalen Scheiben sind im Sakristeifenster (Grisaille) aus der 2. Hälfte des 14. Jahrhunderts erhalten. Die heute farbige figurale Glasmalerei der Kirche wurde von 1910 bis 1916 geschaffen.

## Ausstattung
Der Hochaltar aus dem Ende des 17. Jahrhunderts wurde 1718 aus Niederaltaich transferiert und 1724 geweiht und renoviert und mit 1735 bezeichnet. Der Ädikulaaufbau hat einen Sprenggiebel, der Auszug ist mit gedrehten Säulchen und einem Segmentgiebel gerahmt, mit reichem Akanthusdekor. Das Altarbild Marter des hl. Mauritius ist mit Martin Johann Schmidt, 1799 bezeichnet. Die Figuren Engel, Putten, hl. Michael sind aus dem Ende des 17. Jahrhunderts, in den Säulenpostamenten sind die Figürchen der Heiligen Ulrich und Urban um 1730. Der dreiteilige Tabernakel aus dem 1. Viertel des 18. Jahrhunderts hat Nischenfigürchen mit heiligen Bischöfen. Beidseits der Säulenpostamente sind Opfergangsportale mit Laubwerkdekor um 1700.
Der linke Marienaltar aus dem 2. Viertel des 18. Jahrhunderts hat einen Aufbau mit schräggestellten Pfeilern und Säulen auf Postamenten, hat Gebälkfragmente und einen volutengerahmten Auszug. Die Altarfiguren sind die Heiligen Josef und Zacharias, Engel, Putten, und in der Mittelnische Maria Immaculata sind aus der 2. Hälfte des 16. Jahrhunderts. Das Oberbild hl. Josef mit Kind ist aus dem 2. Viertel des 18. Jahrhunderts.
Der rechte Nikolausaltar aus dem 2. Viertel des 18. Jahrhunderts ist eine Stiftung der Flößer, der Aufbau ist wie links. Die Altarfiguren sind die Heiligen Florian und Maria Magdalena, Putten, im Auszug Figur hl. Johannes Nepomuk, Altarbild hl. Nikolaus über dem Ort Spitz vom Maler Ferdinand Mory aus 1744. 
Es gibt zwei weitere Seitenaltäre an den Langhauspfeilern mit gleichem Aufbau aus 1744, Retabel mit seitlichen Volutenstreben, darüber valutenflankierte Auszüge. Der linke Sebastiansaltar hat die Figuren der Heiligen Karl Borromäus und Rochus aus der Werkstatt Matthias Schwanthaler, das Altarbild Apotheose des hl. Sebastian und das Aufsatzbild hl. Thekla malte in der Mitte des 18. Jahrhunderts der Maler Wolf Körner. Der rechte Katharinenaltar hat die Altarfiguren der Heiligen Maria Madgalena und Margareta, das Altarbild Mystische Vermählung der hl. Katharina malte 1751 Anton Hamel, das Aufsatzbild hl. Ordensfrau ist aus dem 2. Viertel des 18. Jahrhunderts. 
Im Chor gibt es die Konsolfiguren der Heiligen Benedikt und Scholastika aus dem 4. Viertel des 17. Jahrhunderts, die 4 Evangelisten aus dem 1. Viertel des 18. Jahrhunderts, im Langhaus die Konsolfiguren der Heiligen Sebastian und Josef aus dem 1. Viertel des 18. Jahrhunderts. Es gibt die Figur Auferstandener Christus als Gärtner um 1500.
Die Holzfiguren Christus und die 12 Apostel in den Blendnischen im Mittelteil der Emporenbrüstung aus dem 4. Viertel des 14. Jahrhunderts sind farbig gefasst. In Nischen an den Emporenpfeilern sind zwei Steinfiguren der Heiligen Benedikt und Godehard, aus Niederaltaich um 1500.
In der Kapelle ist ein monumentaler Kruzifix um 1520 mit den Figuren der Heiligen Maria und Johannes aus dem frühen 17. Jahrhundert. Es gibt drei Fastenbilder, Kreuzigung von Martin Johann Schmidt aus dem Ende des 18. Jahrhunderts, Dornenkrönung und Geißelung aus dem 18. Jahrhundert. Die 14 Kreuzwegbilder entstanden um 1800. 
Hinter dem Hochaltar ist eine Wandverkleidung mit Gliederung in der Art eines Chorgestühls mit Tafelbildern mit vorwiegend alttestamentlichen Szenen aus dem 1. Viertel des 17. Jahrhunderts. Es gibt spätgotischen Eisenplattentüren mit Weinrankendekor aus dem Anfang des 16. Jahrhunderts.
Die Kanzel aus der Mitte des 18. Jahrhunderts hat einen geschwungenen Korb mit Volutenstreben, Putten und Evangelistensymbolen mit den Kirchenväter als Relief, der Schalldeckel mit Volutenaufsatz hat als bekrönende Figur den hl. Mauritius. Das Chorgestühl ist aus der Mitte des 17. Jahrhunderts, die Kommunionbank entstand um 1730. Die Kirchenbänke und Sakristeischränke sind aus dem 3. Viertel des 18. Jahrhunderts. Das Weihwasserbecken mit Schale ist aus dem Anfang des 16. Jahrhunderts.

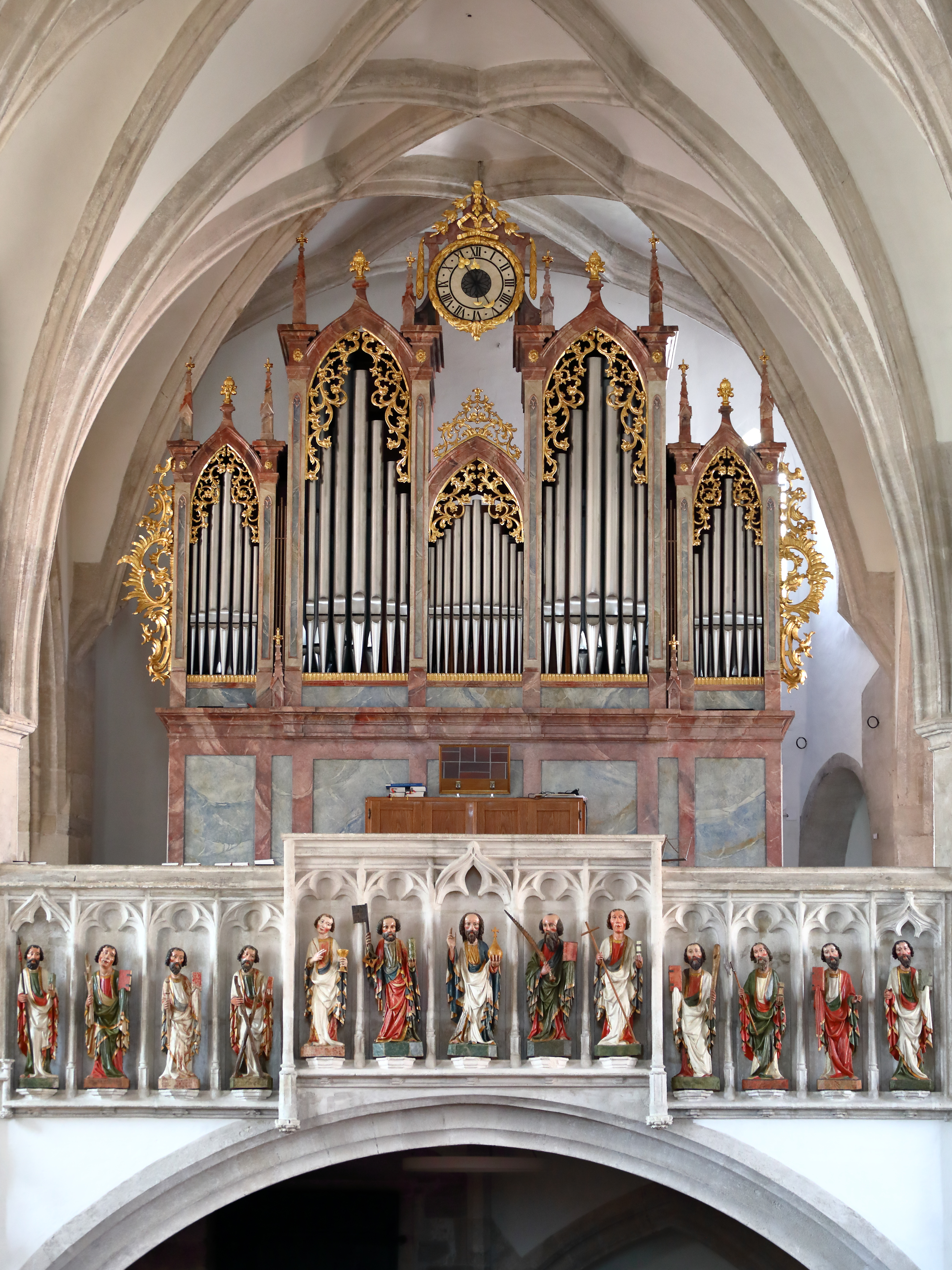
Hauptorgel der Pfarrkirche

Das Orgelgehäuse aus dem zweiten Viertel des 19. Jahrhunderts ist zum Teil in neugotischen Formen gehalten und mit vergoldetem Rocailledekor versehen. Das heutige Orgelwerk baute 1981/82 Friedrich Heftner.
Im Jahr 2015 wurde eine von Philipp Pemmer geschaffene Chororgel eingeweiht und Marienorgel getauft. Sie hat vier Register und ist in ihrer Bauweise eine sog. Organo di legno.